# Peter Griesar
Peter Griesar - były klawiszowiec zespołu Dave Matthews Band, który odszedł w roku 1993, bo nie chciał spędzać życia na trasach koncertowych. 
Griesar grał później w zespole "The Ninth", wraz z basistą Dave Matthews Band Stefanem Lessardem i Davidem Sickmenem, późniejszym założycielem "Hackensaw Boys". Griesar wydał kilka albumów z grupą Supertanker oraz kilka płyt solowych, w tym "Superfastgo" i "Candy Shop".
Obecnie żyje w Kalifornii i pracuje dla międzynarodowej organizacji pomocowej.